# Prins Edward, hertig av Kent
Prins Edward, hertig av Kent, född Edward George Nicholas Patrick Paul den 9 oktober 1935 i Belgravia i London, är en medlem av det brittiska kungahuset. Han är äldste son till prins Georg, hertig av Kent och prinsessan Marina av Grekland och Danmark, barnbarn till Georg V, brorson till Edvard VIII och Georg VI, och kusin till Elizabeth II. Edvards mor var också kusin till prins Philip, hertig av Edinburgh, gift med Elizabeth II, vilket gjorde honom både till syssling och kusin till Charles III. Han är den 41:a i den brittiska tronföljden.
Prins Edward har haft titeln hertig av Kent i över 82 år, vilket gör honom till den hertig som har suttit längst i brittisk historia. Han ärvde titeln vid sex års ålder 1942, efter att hans far dött i en flygolycka. Edward utförde uppdrag för Elizabeth II och är involverad i över 140 välgörenhetsorganisationer. Han var ordförande för All England Lawn Tennis and Croquet Club, där han delade ut troféerna till Wimbledon-mästaren och tvåan, och tjänstgjorde som Storbritanniens särskilda representant för internationell handel och investeringar, där han gick i pension 2001. Han är medordförande för The Scout Association, och ordförande för Royal United Services Institute och Royal Institution of Great Britain, och sedan 1967 stormästare för United Grand Lodge of England. Hertigen av Kent har varit kansler för University of Surrey sedan juni 1976. En stor del av hans välgörenhetsarbete kretsar kring krigsminnen, teknik och den brittiska industrins framväxt.
Han har tjänstgjort som yrkesofficer i Storbritanniens armé i aktiv tjänst, med tjänstgöring under oroligheterna på Nordirland samt på Cypern inom UNFICYP, fram till 1976 då han gick i pension som överstelöjtnant. 1983 utsågs han till generalmajor och 1993 till fältmarskalk, av sin kusin, drottning Elizabeth II. Hertigen är sedan 1970 ordförande för Commonwealth War Graves Commission.

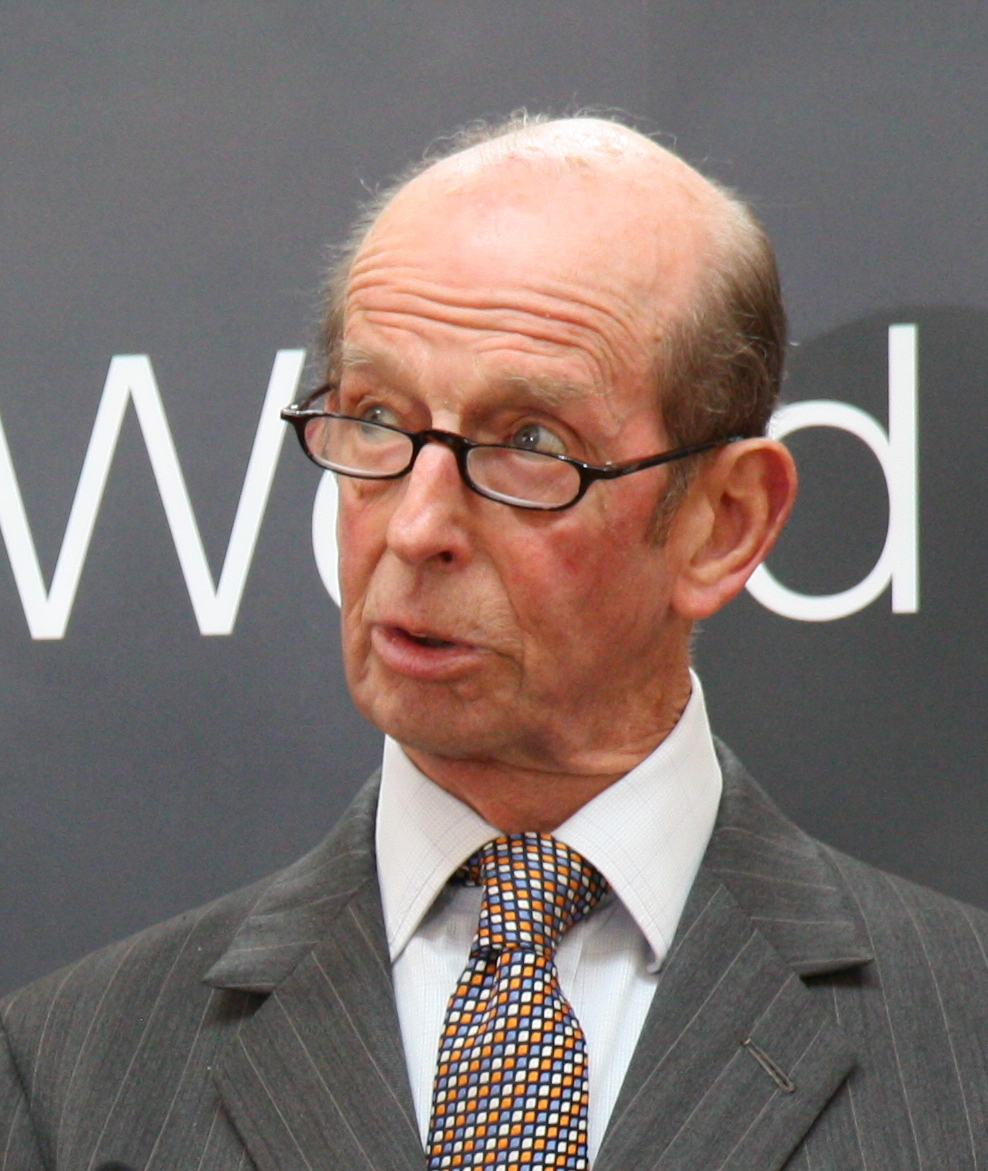
Hertigen av Kent, 2014.

## Uppväxt och utbildning
Prins Edward föddes den 9 oktober 1935 på Belgrave Square 3 i London som son till prins Georg och prinsessan Marina av Grekland och Danmark, hertigen och hertiginnan av Kent. Inrikesminister Sir John Simon var närvarande för att verifiera födseln. Hans far var den fjärde sonen till Georg V och drottning Mary. Hans mor var dotter till prins Nikolaus av Grekland och Danmark och storfurstinnan Jelena Vladimirovna av Ryssland. Han döptes i det privata kapellet i Buckingham Palace den 20 november 1935 av ärkebiskopen av Canterbury, Cosmo Lang. Hans gudföräldrar var hans farföräldrar, kung Georg V, drottning Mary och prins Nicholas av Grekland och Danmark, samt prinsen av Wales; prinsessan Royal, hertigen av Connaught och Strathearn (vars son, prins Arthur av Connaught, stod som ställföreträdare); och hertiginnan av Argyll.
Prins Edward började sin utbildning på Ludgrove,  en förberedande skola i Berkshire, innan han gick vidare till Eton College och sedan Le Rosey i Schweiz. Efter skolan började han på Royal Military Academy Sandhurst, där han vann Sir James Moncrieff Grierson-priset för främmande språk. Edward talar flytande franska och har vuxit upp i ett hus där hans mor och mostrar föredrog franska, enligt hans yngre bror prins Michael av Kent.
Den 25 augusti 1942 dödades prins Edwards far, hertigen av Kent, när hans plan kraschade i dåligt väder i Caithness. Prins Edvard, vid sex års ålder, efterträdde sin far som hertig av Kent, earl av St Andrews och baron Downpatrick. Som medlem av den kungliga familjen började prins Edward utföra åtaganden i tidig ålder. År 1952, vid 16 års ålder, gick han bakom sin farbror Georg VI:s kista vid hans statsbegravning. År 1953 närvarade han vid kröningen av sin kusin Elizabeth II och var den tredje som svor henne trohet efter hertigarna av Edinburgh och Gloucester.

## Militärtjänst
Den 29 juli 1955 utexaminerades hertigen av Kent från Royal Military Academy Sandhurst som fänrik i Royal Scots Greys, början på en militär karriär som varade i över 20 år. Han befordrades till kapten den 29 juli 1961.
Från 1962 till 1963 tjänstgjorde hertigen av Kent i Hongkong och tjänstgjorde senare i staben i Eastern Command. Han befordrades till major den 31 december 1967. År 1970 förde hertigen befäl över en skvadron av sitt regemente på Cypern som en del av FN:s fredsbevarande styrka på Cypern.
Under det tidiga 1970-talet tjänstgjorde hertigen också en kort tid i Nordirland med sitt regemente. Det avslöjades i en bok från 2022 att drottningen ingrep 1971 för att förhindra kidnappningen av sin kusin, hertigen av Kent. Den då 35-årige hertigen, en arméofficer i Royal Scots Greys, skickades till Nordirland med sitt förband, men drottningen varnade Edward Heath, premiärministern, under hennes privata audiens, och han vidarebefordrade en varning till sina ministrar. Befälen fick veta att hertigen inte fick skickas till Belfast utan särskilda order. Några veckor senare skickades han tillbaka till Storbritannien. Han befordrades till överstelöjtnant den 30 juni 1973.
Hertigen tog avsked från armén den 15 april 1976. Han utnämndes till generalmajor den 11 juni 1983 och till fältmarskalk den 11 juni 1993.

## Äktenskap och privatliv

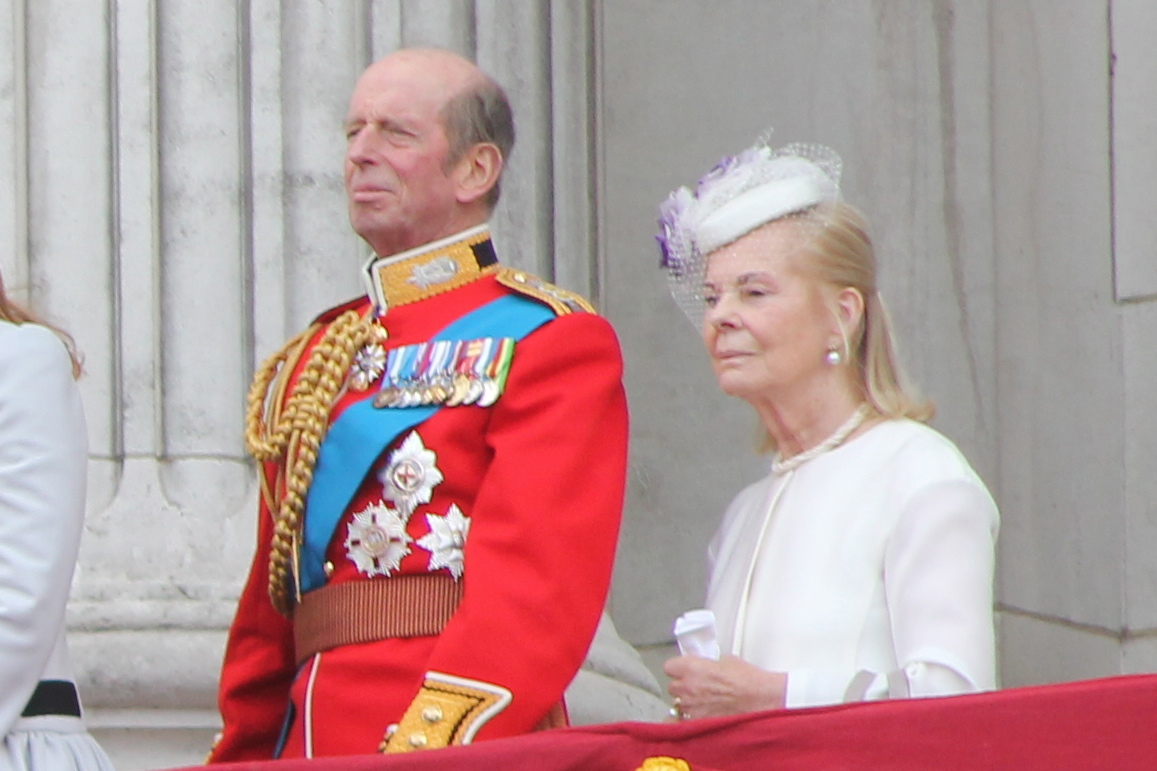
Hertigen och hertiginnan av Kent, 2013.

Den 8 juni 1961 gifte sig hertigen av Kent med Katharine Worsley, enda dotter till Sir William Worsley, 4:e baronet, och hans hustru Joyce Morgan Brunner. Hon konverterade till katolicismen 1994, men eftersom konverteringen skedde efter deras giftermål ledde det inte till att hertigen förlorade sin plats i tronföljden, eftersom Act of Settlement 1701 endast gällde när maken var katolik vid tidpunkten för äktenskapet. Uteslutningen genom att gifta sig med en katolik togs bort genom Succession to the Crown Act 2013.
Paret har tre barn:
- George, earl av St Andrews, född 26 juni 1962 i Coppins, gift med Sylvana Tomaselli
- Lady Helen Taylor, född 28 april 1964 i Coppins; gift med Timothy Taylor[22]
- Lord Nicholas Windsor, född 25 juli 1970 på King's College Hospital i London; gift 2006 med Paola Doimi de Lupis de Frankopan

Katharine fick missfall 1975 på grund av röda hund och födde en dödfödd son, Patrick, 1977.
Hertigen och hertiginnan av Kent bor i Wren House, Kensington Palace, i London.
År 2011 uppgav nära medarbetare till Jonathan Rees, en privatdetektiv kopplad till News Internationals telefonhackningsskandal, att han hade trängt in i Edward och Katharines bankkonton.
Hertigen drabbades av en lindrig stroke på morgonen den 18 mars 2013. I april 2015 drabbades han av en höftskada och lades in på Aberdeen Royal Infirmary för ytterligare behandling.

## Engagemang
Hertigen av Kent utförde uppdrag på uppdrag av sin kusin drottningen i över 50 år. Hertigen representerade drottningen under firandet av självständigheten i samväldesländerna Sierra Leone, Uganda, Guyana, Gambia och Ghana, för att fira firandet av dess 50-årsjubileum av självständigheten. Han fungerade också som riksråd under de perioder då drottningen var frånvarande utomlands.
En av hertigens viktigaste offentliga roller under många år var som vice ordförande för British Trade International, tidigare känt som British Overseas Trade Board, och senare som Storbritanniens särskilda representant för internationell handel och investeringar. Denna position innebar att hertigen reste utomlands för att representera den brittiska regeringen i främjandet av handelsförbindelser med andra länder och organisationer. Prins Andrew, hertig av York efterträdde honom på denna position, som idag är känd som UK Trade & Investment (eller UKTI), även om prins Andrew avgick från posten 2011. Han var också vice ordförande i British Overseas Trade Board. I den egenskapen blev han den första medlemmen av kungafamiljen att besöka Kina 1979 med fokus på den brittiska energiutställningen i Peking.
Från 1971 till 2000 var hertigen av Kent ordförande för den engelska fotbollens styrande organ, The Football Association. Hertigen har varit ordförande för The Scout Association sedan 1975.
Tillsammans med prins William av Wales besökte hertigen 21:a världsjamboreen i Hylands Park, Chelmsford i juli 2007. Han tjänstgjorde också som president för All England Lawn Tennis and Croquet Club mellan 1969 och 2021, en position där han efterträdde sin avlidna mor, prinsessan Marina, hertiginna av Kent. Han var också ordförande för Commonwealth War Graves Commission från 1970 till 2023. Hans andra roller inkluderar ordförande för RAF Benevolent Fund, Royal National Lifeboat Institution, Stroke Association, Royal United Services Institute, Royal Institution, British Racing Drivers' Club, och beskyddare av American Air Museum i Storbritannien, Royal West Norfolk Golf klubb, Kent County Cricket Club, Opera North, och Trinity Laban Conservatoire of Music and Dance. Han sitter också i den rådgivande panelen för Mountbatten Medal och delar ut medaljen när beslutet är fattat. Hertigen av Kent är en av de kungliga ledamöterna i Royal Academy of Engineering.
I nästan 29 år har hertigen varit beskyddare av Endeavour, en nationell ungdomsorganisation. Han har också tjänstgjort som kunglig beskyddare av The Honourable Society of Lincoln's Inn sedan 2001, en position som tidigare innehades av hans far. År 2015 mottog hertigen Dresdens fredspris för "sitt bidrag till den brittisk-tyska försoningen".
Den 2 juni 2022 dök hertigen upp tillsammans med drottningen på balkongen i Buckingham Palace under 2022 års Trooping the Colour som en del av firandet av platinajubileet.
Vid drottning Elizabeth II:s död blev hertigen av Kent den äldsta levande ättlingen till kung George V, och den sista överlevande ättlingen som föddes under George V:s livstid.
Hertigen var överste för Scots Guards i femtio år från den 9 september 1974 till den 14 april 2024 och efterträddes av Prins Edward, hertig av Edinburgh. Vid sin pensionering var han den överste vid regementet som tjänstgjort längst.

## Anfäder
|                              |  |  |  |  |  |  |  |                             |  |  |  |  |  |  |  |                                  |  |  |  |  |  |  |  | Edvard VII av Storbritannien          |
|                              |  |  |  |  |  |  |  |                             |  |  |  |  |  |  |  |                                  |  |  |  |  |  |  |  |                                       |
|                              |  |  |  |  |  |  |  |                             |  |  |  |  |  |  |  | Georg V av Storbritannien        |  |  |  |  |  |  |  |                                       |
|                              |  |  |  |  |  |  |  |                             |  |  |  |  |  |  |  |                                  |  |  |  |  |  |  |  |                                       |
|                              |  |  |  |  |  |  |  |                             |  |  |  |  |  |  |  |                                  |  |  |  |  |  |  |  | Alexandra av Danmark                  |
|                              |  |  |  |  |  |  |  |                             |  |  |  |  |  |  |  |                                  |  |  |  |  |  |  |  |                                       |
|                              |  |  |  |  |  |  |  | Prins Georg, hertig av Kent |  |  |  |  |  |  |  |                                  |  |  |  |  |  |  |  |                                       |
|                              |  |  |  |  |  |  |  |                             |  |  |  |  |  |  |  |                                  |  |  |  |  |  |  |  |                                       |
|                              |  |  |  |  |  |  |  |                             |  |  |  |  |  |  |  |                                  |  |  |  |  |  |  |  | Franz, hertig av Teck                 |
|                              |  |  |  |  |  |  |  |                             |  |  |  |  |  |  |  |                                  |  |  |  |  |  |  |  |                                       |
|                              |  |  |  |  |  |  |  |                             |  |  |  |  |  |  |  | Mary av Teck                     |  |  |  |  |  |  |  |                                       |
|                              |  |  |  |  |  |  |  |                             |  |  |  |  |  |  |  |                                  |  |  |  |  |  |  |  |                                       |
|                              |  |  |  |  |  |  |  |                             |  |  |  |  |  |  |  |                                  |  |  |  |  |  |  |  | Prinsessan Mary Adelaide av Cambridge |
|                              |  |  |  |  |  |  |  |                             |  |  |  |  |  |  |  |                                  |  |  |  |  |  |  |  |                                       |
| Prins Edward, hertig av Kent |  |  |  |  |  |  |  |                             |  |  |  |  |  |  |  |                                  |  |  |  |  |  |  |  |                                       |
|                              |  |  |  |  |  |  |  |                             |  |  |  |  |  |  |  |                                  |  |  |  |  |  |  |  | Georg I av Grekland                   |
|                              |  |  |  |  |  |  |  |                             |  |  |  |  |  |  |  |                                  |  |  |  |  |  |  |  |                                       |
|                              |  |  |  |  |  |  |  |                             |  |  |  |  |  |  |  | Nikolaos av Grekland och Danmark |  |  |  |  |  |  |  |                                       |
|                              |  |  |  |  |  |  |  |                             |  |  |  |  |  |  |  |                                  |  |  |  |  |  |  |  |                                       |
|                              |  |  |  |  |  |  |  |                             |  |  |  |  |  |  |  |                                  |  |  |  |  |  |  |  | Olga Konstantinovna av Ryssland       |
|                              |  |  |  |  |  |  |  |                             |  |  |  |  |  |  |  |                                  |  |  |  |  |  |  |  |                                       |
|                              |  |  |  |  |  |  |  | Marina av Grekland          |  |  |  |  |  |  |  |                                  |  |  |  |  |  |  |  |                                       |
|                              |  |  |  |  |  |  |  |                             |  |  |  |  |  |  |  |                                  |  |  |  |  |  |  |  |                                       |
|                              |  |  |  |  |  |  |  |                             |  |  |  |  |  |  |  |                                  |  |  |  |  |  |  |  | Vladimir Alexandrovitj av Ryssland    |
|                              |  |  |  |  |  |  |  |                             |  |  |  |  |  |  |  |                                  |  |  |  |  |  |  |  |                                       |
|                              |  |  |  |  |  |  |  |                             |  |  |  |  |  |  |  | Helena Vladimirovna av Ryssland  |  |  |  |  |  |  |  |                                       |
|                              |  |  |  |  |  |  |  |                             |  |  |  |  |  |  |  |                                  |  |  |  |  |  |  |  |                                       |
|                              |  |  |  |  |  |  |  |                             |  |  |  |  |  |  |  |                                  |  |  |  |  |  |  |  | Marie av Mecklenburg-Schwerin         |
|                              |  |  |  |  |  |  |  |                             |  |  |  |  |  |  |  |                                  |  |  |  |  |  |  |  |                                       |

## Utmärkelser
- Strumpebandsorden (1985)
- S:t Mikaels och S:t Georgsorden (1967)
- Victoriaorden (1960)

- Carl XIII:s orden (2000)[61]